# Paul Presse

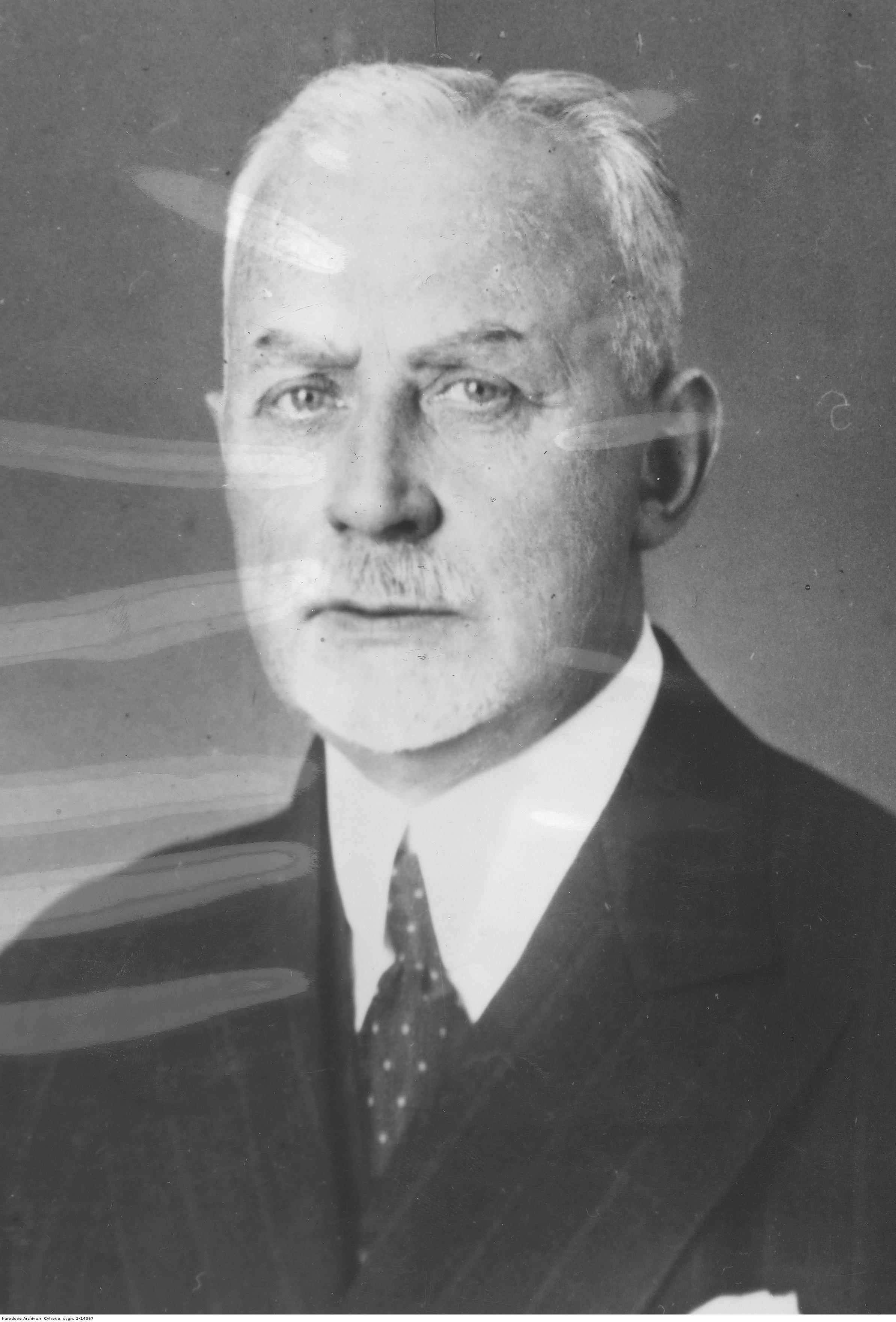
Paul Presse, 1939–1940.

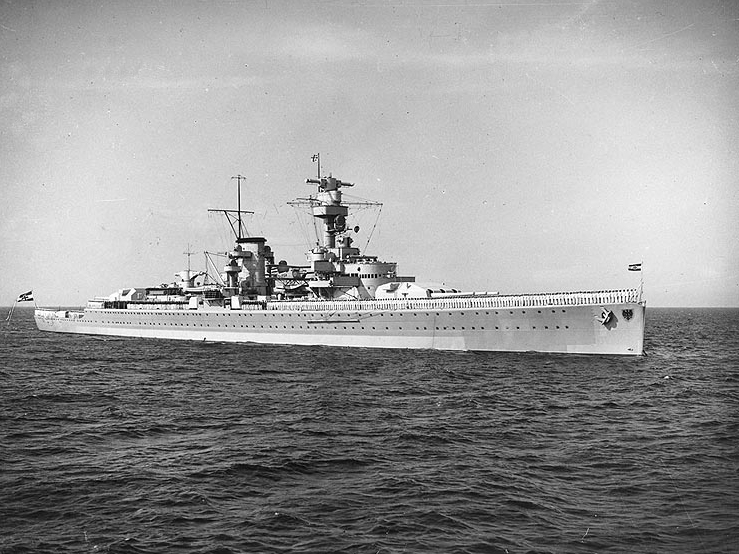
Panzerschiff Deutschland (1935)

Paul Presse, auch Paul Preße, Paul Presze (* 20. Januar 1868 in Berlin; † 28. Januar 1948) war ein deutscher Schiffbau- und Maschinenbauingenieur, der als Chefkonstrukteur der deutschen Reichsmarine die Panzerschiffe der Deutschland-Klasse konstruierte.

## Leben
Paul Presse studierte an der Technischen Hochschule Berlin-Charlottenburg. Ende April 1893 folgte seine erste planmäßige Einstellung bei der Kaiserlichen Marine. 1895 wurde er Marine-Baurat, war 1910 bei der Inspektion des Torpedowesens in Kiel und zeitgleich Lehrer an der Militärakademie. Ende April 1913 wurde er zum Marine-Oberbaurat befördert und war zeitgleich Betriebsdirektor für Schiffbau und Maschinenbau.
Im Ersten Weltkrieg wirkte er für die Kaiserliche Marine im Stab der Mittelmeerdivision in Konstantinopel bei der ohne Dockhilfe durchgeführten Instandsetzung des Schlachtkreuzers Goeben mit, wofür er mit dem Eisernen Kreuz 1. Klasse ausgezeichnet wurde. Bis Kriegsende wurde er noch Leutnant der Seewehr.
Nach dem Ersten Weltkrieg wirkte er von 1925 bis zu seinem Ruhestand im Jahr 1934 unter den Chefs der Marineleitung Hans Zenker und Erich Raeder als Chef der Konstruktionsabteilung beim Reichswehrministerium (Marineleitung) in Berlin-Wilmersdorf, wo er als Konstrukteur unter den Beschränkungen des Versailler Vertrags ab Ende 1926 die Panzerschiffe der Deutschland-Klasse entwickelte. Paul Presse wurde am 1. Mai 1927 zum Ministerialdirektor befördert. Er hatte erreicht, dass die Konstruktionsabteilung aus dem Marineamt herausgelöst und direkt dem Chef der Marineleitung unterstellt wurde.
Er wohnte in der Konstanzer Str. 56 in Berlin-Wilmersdorf und war seit 1899 Fachmitglied und später mehrere Jahre stellvertretender Vorsitzender der Schiffbautechnischen Gesellschaft.
Paul Presse wurde im Jahr 1928 von der Technischen Hochschule Berlin-Charlottenburg zum Dr.-Ing. E. h. ernannt. Er war Geheimer Oberbaurat sowie Mitglied der Preußischen Akademie des Bauwesens.
Im Jahr 1943 erhielt er mit Urkunde von Adolf Hitler zu seinem 75. Geburtstag die Goethe-Medaille für Kunst und Wissenschaft.